# Bockhorn (Bawaria)
Bockhorn – miejscowość i gmina w Niemczech, w kraju związkowym Bawaria, w rejencji Górna Bawaria, w regionie Monachium, w powiecie Erding. Leży około 5 km na wschód od Erdinga, przy drodze B388.

## Dzielnice
W skład gminy wchodzą następujące dzielnice: 
- Bockhorn
- Eschlbach
- Grünbach
- Matzbach
- Salmannskirchen

## Demografia
| Rok  | Liczba mieszk. |
| ---- | -------------- |
| 1970 | 2 337          |
| 1987 | 2 600          |
| 2000 | 3 127          |
| 2007 | 3 469          |

Dane o ludności z 31 grudnia 2008:
| Opis                                | Ogółem | Ogółem | Kobiety | Kobiety | Mężczyźni | Mężczyźni |
| ----------------------------------- | ------ | ------ | ------- | ------- | --------- | --------- |
| Jednostka                           | osób   | %      | osób    | %       | osób      | %         |
| Populacja                           | 3522   | 100    | 1760    | 49,97   | 1762      | 50,03     |
| Wiek przedprodukcyjny (0–17 lat)    | 740    | 21,01  | 368     | 10,45   | 372       | 10,56     |
| Wiek produkcyjny (18–65 lat)        | 2258   | 64,11  | 1100    | 31,23   | 1158      | 32,88     |
| Wiek poprodukcyjny (powyżej 65 lat) | 524    | 14,88  | 292     | 8,29    | 232       | 6,59      |

## Polityka
Wójtem gminy jest Hans Schreiner, rada gminy składa się z 16 osób.
|      | CSU | SPD | FWG | GL | BLKU | Razem |
| 2008 | 5   | 1   | 6   | 2  | 2    | 16    |
| 2002 | 5   | 2   | 6   | 2  | 1    | 16    |

## Oświata
W gminie znajduje się przedszkole (100 miejsc) oraz szkoła podstawowa (11 nauczycieli, 153 uczniów).